# Dalmatiner
Der Dalmatiner (kroatisch Dalmatinac) ist eine von der FCI anerkannte Hunderasse aus Kroatien (FCI-Gruppe 6, Sektion 3, Standard Nr. 153).

## Beschreibung

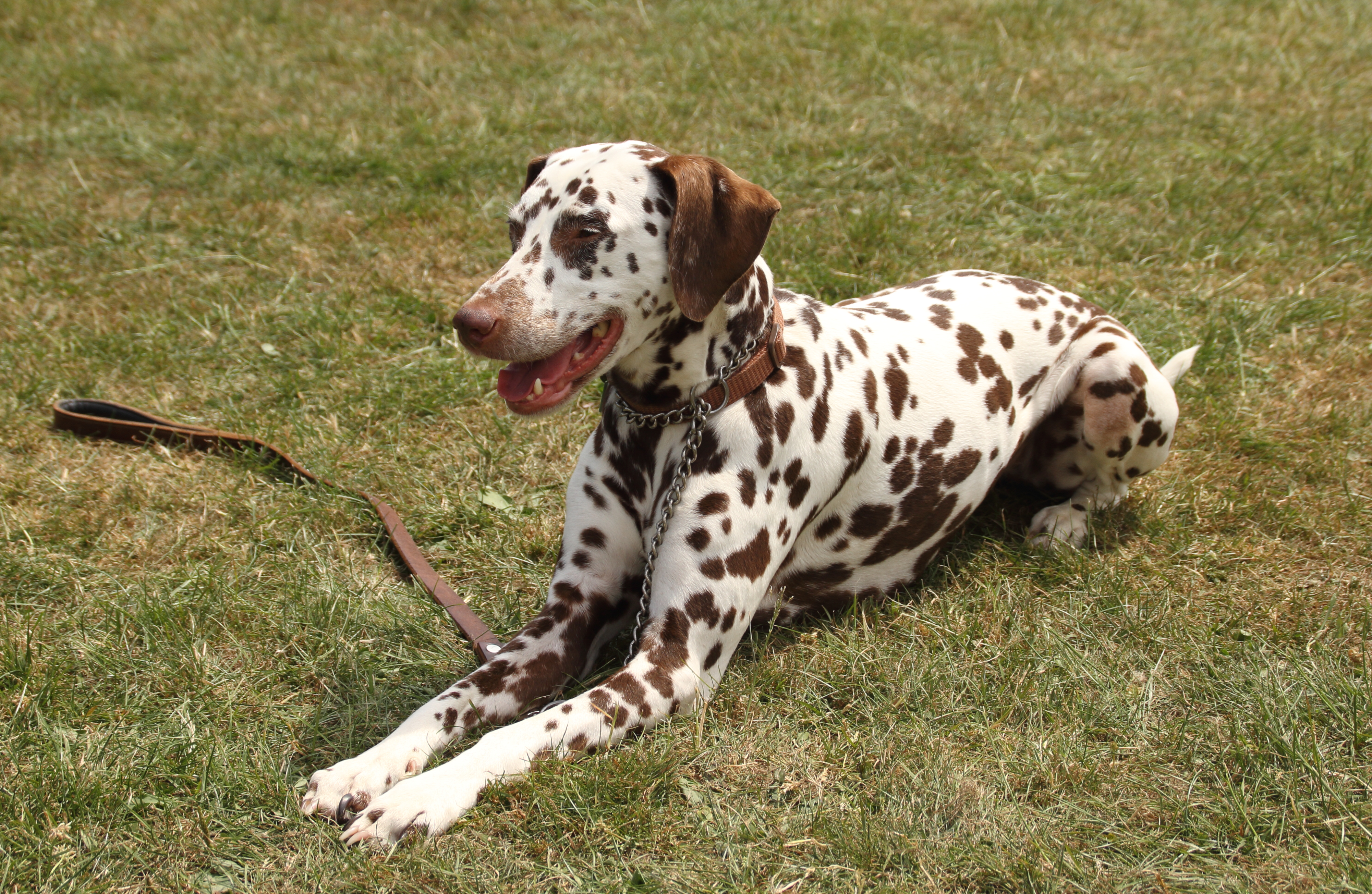
Leberfarbene Dalmatinerhündin

Der Dalmatiner ist ein mittelgroßer bis großer, gut proportionierter, getupfter, kräftiger, lebhafter, sehr auffälliger Hund. Sein ausgeglichener schlanker Körper besitzt einen starken Rücken mit einer gleichmäßigen geraden Rückenlinie. Der Dalmatiner hat muskulöse Schultern, einen langen, aber nicht allzu breiten Brustkorb und einen eleganten Hals. Seine Hängeohren sind mäßig groß, hoch angesetzt und liegen dicht am Kopf an. Seine Augen sind rund und sollten normalerweise bei Exemplaren mit schwarzen Flecken dunkelbraun sein. Leberbraunfarbene Hunde sollten bernsteinfarbene Augen haben. Die Rute des Dalmatiners ist sichelförmig. Sie ist lang, nach und nach schmaler werdend und reicht bis zu den Sprunggelenken. Einmalig unter den Hunderassen ist das Fell: weiß mit schwarzen bzw. braunen fest umrissenen Tupfen. Diese Färbung verdankt er einem sogenannten Scheckungs-Gen.

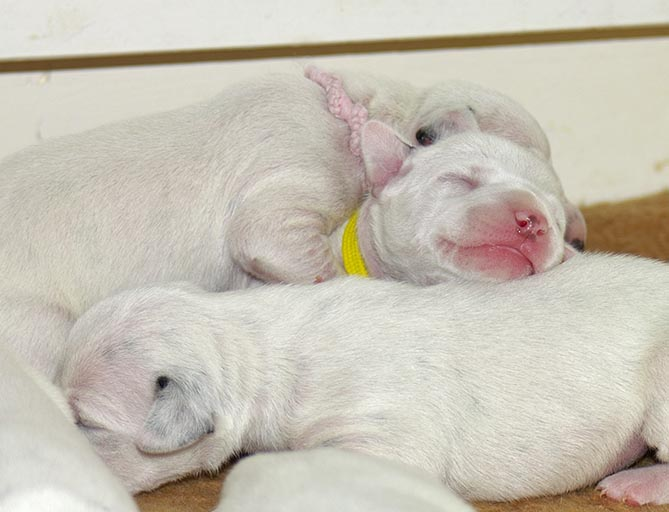
Neugeborene Dalmatinerwelpen

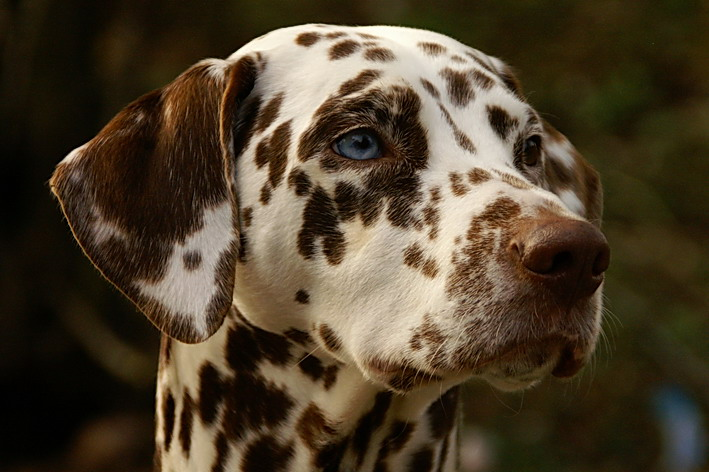
Dalmatiner mit einem blauen Auge

Das Fell, das die Grundfarbe Weiß sowie schwarze oder leberbraune Tupfen hat, ist kurz, hart und dicht und sieht glatt und glänzend aus. Die Flecken sollten klar begrenzt sein. Sie können manchmal ineinander laufen – dies kommt vor allem bei Dalmatinern vor, die viele Flecken/Punkte besitzen. Dieser in seinen Umrissen symmetrische, harmonische Hund ohne Derbheiten hat eine Widerristhöhe von 56–61 cm, bei einem Gewicht von 24–32 kg.
Die Welpen kommen im Normalfall weiß zur Welt und die Flecken zeigen sich erst mit 10 bis 14 Tagen. Erst im Erwachsenenalter mit etwa einem Jahr verändert sich die Fleckung nicht mehr. Tiere, die schon von Geburt an Flecken haben (Platten), sind nach FCI noch von der  Zucht ausgeschlossen. Platten sind meist größer als die übrigen Flecken und treten oft am Kopf auf, dort häufig am Auge (periokuläre Platte) oder an den Ohren.

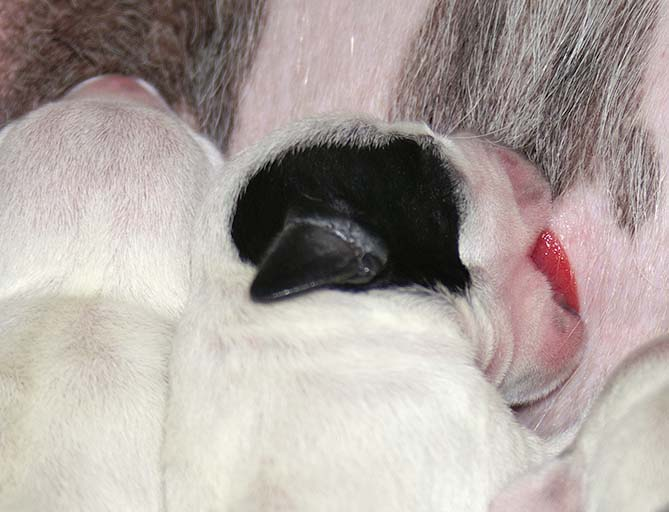
Welpe mit Ohrenplatte

 Mittlerweile werden Hunde mit Platten in Deutschland nicht mehr gänzlich von der Zucht in Deutschen ausgeschlossen, da das Vorkommen von Taubheit bei Tieren (bei Hunden im Allgemeinen, nicht nur bei Dalmatinern) proportional mit dem Weißanteil im Fell zunimmt, wobei besonders der Weißanteil im Kopfbereich bedeutsam ist. Das Zuchtverbot seitens der FCI besteht aber weiter. Zuständig ist der betreffende Zuchtverband Kroatiens.

### Zuchtausschluß
Blaue und weiße Augen, beid- oder einseitig (Bicolor) werden traditionell als zuchtausschließende Fehler betrachtet, was vor der Änderung des Tierschutzgesetzes zur Tötung der Welpen durch die Züchter führen konnte. Hilfsweise wurde eine statistische oder sogar genetische Korrelation zu Taubheit behauptet, ist in der Literatur aber nicht nachgewiesen. Weitere unerwünschte Rassemerkmale und sogenannte zuchtausschließende Fehler sind zitronenfarbene Flecken und das Vorhandensein von sowohl braunen als auch schwarzen Tupfen (Tricolor). Es wird empfohlen, taube und im Idealfall auch einseitig taube Hunde von der Zucht auszuschließen.

## Wesen
Dalmatiner zeigen ein sehr freundliches Wesen. Sie gelten mitunter als etwas lebhafte Familienhunde, wobei sie aber sehr anpassungsfähig sind. Sie sind überaus sensibel, meist sehr verschmust und sollten mit Liebe und Lob und nicht mit Strenge erzogen werden. Es kann vorkommen, dass der bewegungsfreudige Hund Verhaltensprobleme aufzeigt, wenn er dauerhaft unterfordert ist.

## Haltung
Der Dalmatiner wurde auf Ausdauer gezüchtet; seine Aufgabe war es, zum Schutz gegen Räuber, fremden Hunden oder Wildtieren neben Kutschen herzulaufen. Dementsprechend fühlt er sich bei weiten Laufstrecken wohl und eignet sich nicht als Sofahund. Der Dalmatiner braucht mindestens zwei, besser drei bis vier Stunden Auslauf am Tag, die durch einen Garten nicht ersetzbar sind.
Für diesen intelligenten Hund ist nicht nur physische, sondern auch psychische Beweglichkeit und Förderung von großer Wichtigkeit. Kleine Kunststückchen lernt er mit Begeisterung. Suchspiele jeglicher Art bieten Training für seinen Geist. Für Hundesportarten wie Agility oder Obedience ist er gut geeignet.

## Geschichte

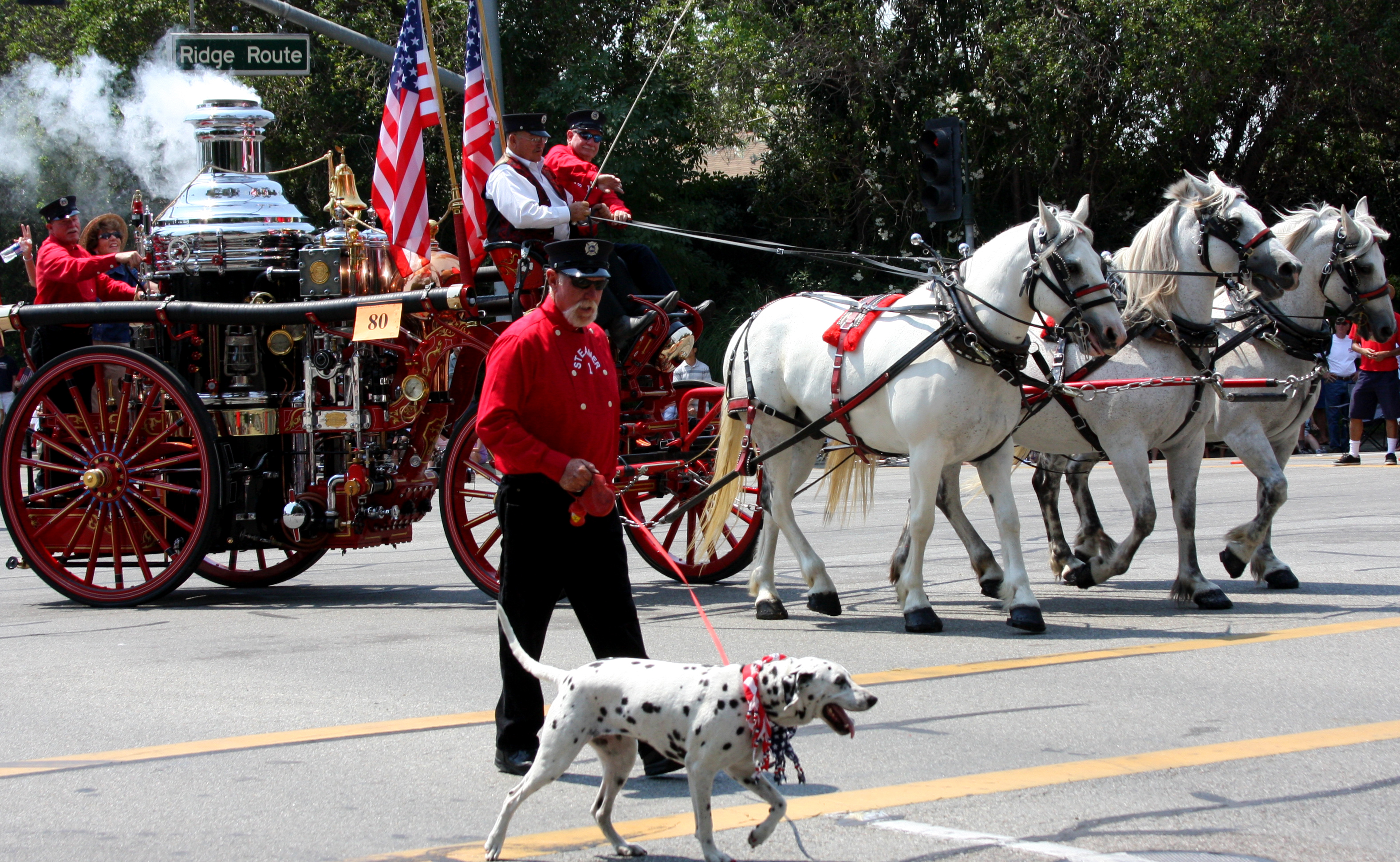
Dalmatiner in einer Parade

Erste Abbildungen von dalmatinerähnlichen Hunden gibt es schon in ägyptischen Pharaonengräbern. Manche Vermutungen gehen davon aus, dass der Dalmatiner von Indien über Ägypten und Griechenland in den westlichen Mittelmeerbereich und von dort nach Frankreich und England eingeführt wurde.
In England war er während der viktorianischen Zeit als Kutschenbegleithund sehr populär.
Später wurde er zum Maskottchen der New Yorker Feuerwehr, indem er den im 19. Jahrhundert noch von Pferden gezogenen Feuerwehrwagen als lebende Sirene voraus lief.
Es gibt mehrere Theorien, woher der Name Dalmatiner stammt; eine Theorie leitet sich von der kroatischen Küstenregion Dalmatien ab.

## Gesundheit

### Taubheit
Die erste wissenschaftliche Untersuchung zur Taubheit beim Dalmatiner erschien 1896. Bereits 1769 hatte Georges-Louis Leclerc de Buffon im 5. Band seiner Histoire naturelle générale et particulière Taubheit bei Hunden mit weißem Fell in Verbindung gebracht. Eine im Jahr 2000 in Deutschland durchgeführte und veröffentlichte Studie fand bei 1.899 Dalmatinern eine Taubheit von 19,7 %, eine amerikanische Studie von 1992 fand bei 1.031 Dalmatinern eine Taubheit von 29,7 %,.

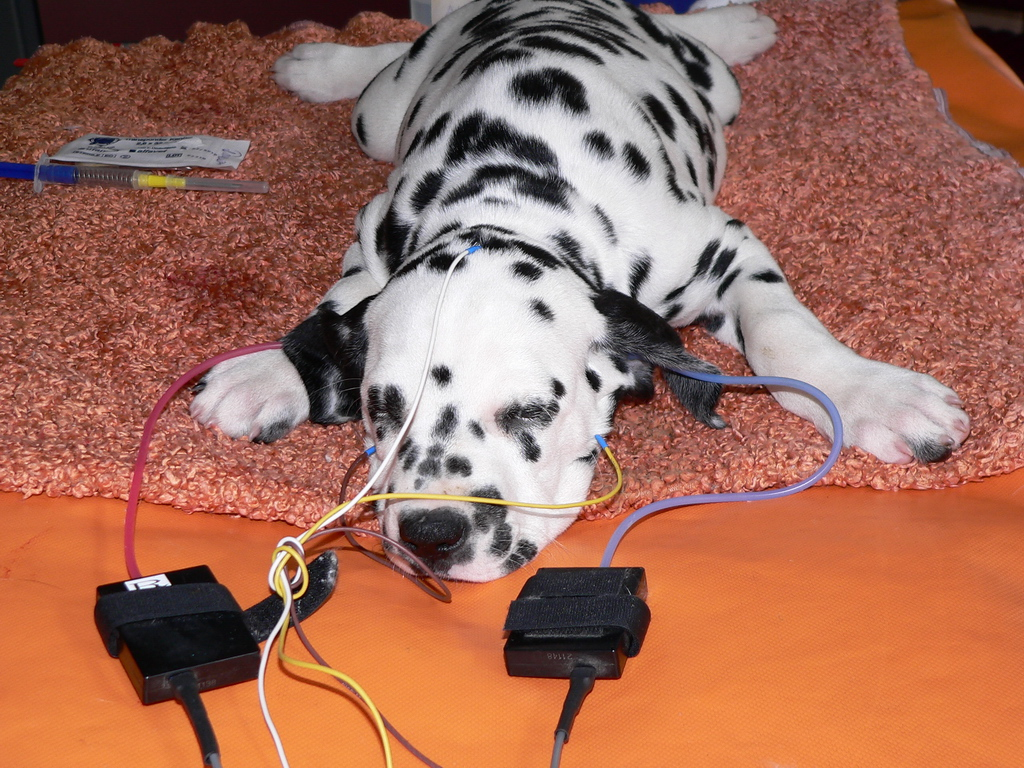
Dalmatinerwelpe bei einer audiometrischen Untersuchung

Die wichtigste Form ist die angeborene Innenohrschwerhörigkeit, die durch den Untergang bestimmter neuroepithelialer Strukturen (= Strukturen der Sinneszellen in den oberen Hautschichten) des Innenohrs gekennzeichnet ist. Die Schädigung entwickelt sich einseitig oder beidseitig als Folge einer Störung der Pigmentbildung nach der Geburt, während die Ohren und Augen der Welpen noch geschlossen sind, und wird meist in den ersten sechs bis acht Lebenswochen sichtbar. Die Erkrankung tritt häufiger bei blauäugigen Hunden und seltener bei Hunden mit Plattenzeichnung auf. Im Jahr 2000 wurde ein autosomal rezessives Hauptgen identifiziert, das für die Erkrankung verantwortlich ist. Allerdings ist (Stand 2011) weder die genaue Anzahl der beteiligten Gene bekannt, noch ein für die Taubheit verantwortliches Gen eindeutig identifiziert. In den letzten Jahren konnte jedoch eine Eingrenzung auf bestimmte Regionen des Erbguts erreicht werden.
Aufgrund der komplexen Vererbung der Taubheit mit mehreren beteiligten Genen, konnte im Gegensatz zu vielen anderen Erbkrankheiten des Hundes noch kein Gentest für die Veranlagung zur Taubheit entwickelt werden. Erschwerend kommt hinzu, dass taube Hunde zwei körperlich gesunde Elterntiere haben können. Andererseits können zwei taube Eltern hörende Nachkommen zeugen. Taubheit ist im Rassestandard der FCI als ausschließender Fehler aufgeführt. Der Zuchtausschluss betroffener Tiere reicht nicht aus, um das Auftreten von Taubheit beim Dalmatiner deutlich zu reduzieren. Anders als im AKC-Rassestandard sind bei der der FCI auch blaue Augen ein ausschließender Fehler.

### Dalmatiner-Leukodystrophie
Die Dalmatiner-Leukodystrophie ist eine seltene, erblich bedingte Erkrankung des Zentralnervensystems mit Seh- und Bewegungsstörungen, die bei Jungtieren auftritt und rasch zum Verlust der Sehfähigkeit sowie zu Koordinationsstörungen bei der Bewegung führt.

### Dalmatiner-Syndrom durch Harnsäure
Aufgrund eines genetisch bedingten prädisponierten Stoffwechseldefektes bilden Dalmatiner häufiger als andere Hunderassen Harnsteine (Blasen-/Nierensteine). Hierfür sind die Bezeichnungen Dalmatiner-Syndrom oder Dalmatiner-Fehler gebräuchlich. Allgemein wird der Begriff Hyperurikosurie verwendet. Die Erkrankung wird autosomal-rezessiv vererbt. Die auslösende Veränderung im Erbgut ist von mehreren Hunderassen bekannt, aber nur beim Dalmatiner waren bis vor wenigen Jahren alle Hunde reinerbig Träger der Mutation.
Das Enzym Uricase, das in den Leberzellen vorkommt, wandelt bei vielen Säugetieren Harnsäure (ein Abbauprodukt der Purine) in Allantoin um. Dieser Abbauprozess ist bei Dalmatinern gestört, sie haben ein defektes Harnsäure-Transportsystem in der Leber, wodurch der größte Teil der Harnsäure nicht mit dem Enzym in Kontakt kommt. Außerdem ist die Rückresorption der Harnsäure in den Nierentubuli des Dalmatiners eingeschränkt. So scheidet er im Vergleich zu anderen Hunden täglich mehr als die zehnfache Menge an Harnsäure mit dem Urin aus (200–800 mg statt 15–50 mg).
Die Hyperurikosurie beim Dalmatiner wird durch Mutationen im SLC2A9-Gen verursacht. Alle Dalmatiner haben eine Hyperurikosurie, d. h. eine erhöhte Konzentration von Harnsäure im Urin. Der Gendefekt tritt nicht nur bei Dalmatinern, sondern auch bei Russischer Terrier, Bulldoggen und einigen anderen Hunderassen auf. Bei diesen Rassen sind jedoch nicht alle Hunde betroffen, so dass die Verpaarung von Genträgern vermieden werden kann.
Eine Folge des erhöhten Harnsäurespiegels kann eine für Dalmatiner typische Form der Dermatitis sein, eine andere, die Bildung von Harnsteinen, meist in der Blase, aber auch in den Nieren oder den ableitenden Harnwegen. Harnsäure ist schwer wasserlöslich und neigt vor allem als Salz Urat zur Kristallisation. Am häufigsten treten Ammoniumuratkristalle auf (Ammonium als Abbauprodukt von Aminosäuren). Obwohl bis vor wenigen Jahren alle reinrassigen Dalmatiner den genetisch bedingten, stark erhöhten Harnsäurespiegel im Urin aufwiesen, erkranken nicht alle Hunde an Harnsteinen. Es ist daher sicher, dass es weitere Ursachen für die Bildung von Harnsteinen gibt. Rüden erkranken häufiger als Hündinnen; ein Grund dafür wird darin vermutet, dass der günstigere Bau des Harnorgans der Hündin die Ausscheidung kleiner Blasensteine ermöglicht, die beim Rüden weiter wachsen und klinische Symptome verursachen. Über das Risiko des einzelnen Dalmatiners, an Harnsteinen zu erkranken, kann auf der Basis der bisher publizierten Studien keine Aussage gemacht werden.
Bei der Fütterung des Dalmatiners sollte auf eine purinarme Ernährung geachtet werden. Eine purinarme Ernährung, bei der der Rohproteingehalt des Futters entweder durch die Fütterung eines speziellen Diätfutters oder durch den Verzicht auf Rindfleisch und Innereien reduziert wird, senkt den Harnsäurespiegel, der jedoch immer noch höher als bei anderen Hunderassen ist.

### Problemlösung durch Kreuzung Dalmatiner / Pointer
Um das Problem des Harnsäurespiegels zu lösen, kreuzte der amerikanische Genetiker Robert H. Schaible 1973 eine Dalmatinerhündin mit einem Pointerrüden. Bereits zu Beginn des 20. Jahrhunderts hatte es Kreuzungen von Dalmatinern mit anderen Hunderassen gegeben, um das Auftreten der Hyperurikosurie in den Kreuzungsprodukten zu untersuchen. Damit war erkannt, dass die Erkrankung autosomal-rezessiv vererbt wird.
Schaible konnte davon ausgehen, dass die Kreuzung eines genetisch gesunden Hundes mit dem dominanten gesunden Gen, eine Anzahl gesunder Hunde hervorbringen würde, während bei der ersten Kreuzung eines Dalmatiners (genetisch uu) mit einem genetisch gesunden Hund einer beliebigen anderen Rasse (UU) nur körperlich gesunde Träger des Gendefekts (uU) zu erwarten waren. Die weitere Verpaarung dieser Hunde mit reinrassigen Dalmatinern, die Träger des Gendefekts sind, würde statistisch 25 % reinerbig gesunde Hunde (UU), 50 % körperlich gesunde Träger des Gendefekts (uU) und 25 % reinerbige Träger des Gendefekts (uu) ergeben. Die Nachkommen der Kreuzung zeigen bis heute die erhofften niedrigen Harnsäurewerte im Urin. Zwischen 1980 und 2011 stieß Schaible mit seinem Weg, den Gendefekt des Dalmatiners durch Einkreuzung einer anderen Rasse zu bekämpfen, auf den Widerstand der Hundezüchter und der zuchtbuchführenden Verbände.
1981 stellte der American Kennel Club (AKC) zwei dieser Hunde als reinrassige Dalmatiner in das Zuchtbuch ein, zog dies aber nach Protesten des Dalmatian Club of America umgehend wieder zurück.
Schaible ging seinen Weg mit anderen Hundezüchtern weiter, beschränkte sich aber nach seiner einzigen Kreuzung eines Dalmatiners mit einem Pointer darauf, die Nachkommen dieser Paarung mit AKC-anerkannten reinrassigen Dalmatinern und später auch untereinander zu kreuzen. Auf diese Weise wurden bis 2010 über 12 Generationen „LUA-Dalmatiner“ (für „Low Urinary Acid“, niedriger Harnsäurespiegel) gezüchtet. Aufgrund des geringen Anteils an Pointer-Erbgut entsprachen die Hunde auch äußerlich dem Bild eines Dalmatiners.
Trotz des inzwischen vorliegenden Gentests wurde diesen Hunden die Aufnahme in die Zuchtbücher des AKC verweigert, sie konnten aber beim United Kennel Club, einem anderen amerikanischen Züchterverband, registriert werden.
Erst im Jahr 2011 lenkte der AKC auch auf Drängen des zuchtbuchführenden American Dalmatiner Clubs ein, der erkannt hatte, dass dies der richtige Weg ist. Nun steht es den Züchtern frei, LUA-Dalmatiner in ihre Zucht aufzunehmen.
Der American Kennel Club, der britische Kennel Club und die Fédération Cynologique Internationale (FCI) erkennen gegenseitig die Zuchtbucheintragungen an. Daher gilt diese Regelung weltweit für alle vom AKC registrierte Hunde und deren ebenfalls registrierte Nachkommen. Seit 2012 ist dieses amerikanische Zuchtprojekt auch von der FCI anerkannt.